# خانية كورا
خانية كورا أو خانية كورين كانت كيانًا حكوميًا موجودًا من عام 1812 إلى عام 1864 في جنوب داغستان. حكمها فرع من العائلة الحاكمة لخانات غازي قمخ.

## الجغرافيا
كانت خانية كورا تقع في المنطقة التاريخية والجغرافية لكورا . وهي في الوقت الحاضر في مقاطعات أغولسكي، ومغارامكينتسكي [الإنجليزية]، وكورخسكي [الإنجليزية] ، وسليمان ستالسكي [الإنجليزية] في داغستان، بروسيا. وفي الجنوب، امتدت حدود خانية كورا إلى خانية قوبا على طول اتجاه نهر السامور. في الجنوب الغربي، كان يحد الخانية من أعلى سلسلة جبال السامور مجتمعات أختي بارا وألتي بارا الحرة، بالإضافة إلى اتحاد روتول [الإنجليزية] . في الغرب والشمال، كان يحدها غازي قمخ، وفي الشمال الشرقي إمارة تاباساران [الإنجليزية]. وفي الشرق، يحدها خانية دربند .

## التأسيس
منذ عام 1791، عاش شعب الليزجي في سهل كورا تحت حكم خانات غازيكوموخ ، الذي ضم حاكمه سرخاي الثاني [الإنجليزية] المنطقة، واستولى عليها من الشيخ مردان، الحاكم السابق. في نهاية عام 1811، أثناء الحرب الروسية الفارسية 1804-1813 ، تحالف سرخاي خان مع الشيخ علي خان، الحاكم السابق لقوبا ودربند، وشن غزوًا لقوبا (التي استولى عليها الروس في عام 1806). توجهت مفرزة روسية نحو الشيخ علي خان ونوحبك، ابن سرخاي خان، في كوراخ . في 15 ديسمبر 1811، اقتحمت القوات الروسية كوراخ، وهرب سوركاي خان إلى غازيكوموخ. اعتبر طرد سوركاي خان في الكورا بمثابة تحرير. تم تكليف أصلان بك، ابن الشيخ مردان والعدو اللدود لعمه سرخاي خان، بإدارة كورا في ظل ظروف خاصة.
بعد رحيل القوات الروسية من كورا، توجه سوركاي خان إلى المدينة لاستعادتها. لكن مفرزة روسية بقيادة اللواء نيكولاي خوتونتسوف جاءت لمساعدتهم. عانى سوركاي خان من خسائر فادحة وأُجبر على التراجع. في عام 1812، اعترفت الحكومة القيصرية رسميًا بخانية كورا لتكون بمثابة منطقة عازلة بين الإمبراطورية الروسية وغازيكوموخ. وبموجب المعاهدة الموقعة في 23 يناير/كانون الثاني 1812، كان من المقرر أن تتمركز في كوراخ حامية من القوات الروسية تتألف من كتيبتين من المشاة ومئات القوزاق. تعهد الخان بمحاولة كل الوسائل لإخضاع الشعوب الداغستانية المجاورة لروسيا.

## التاريخ
كان أول حاكم للخانية هو أصلان بك، ابن أخ سرخاي خان. تمت ترقيته على الفور إلى رتبة لواء. وأصبح أيضًا حاكمًا لخانية غازي قمخ في 12 يوليو 1820، عندما هُزم عمه بالقرب من قرية خسريخ [الإنجليزية] . في 14 يونيو، دخلت القوات الروسية وتعزز حكم أصلان بك. بعد وفاة أصلان خان في عام 1836، سلمت الإدارة القوقازية مقاليد الحكم في غازيقوموخ إلى ابنه محمد ميرزا خان، إلا أن الحكم في كورا أعطي إلى هارون بك، ابن أخ أصلان خان، ابن أخيه طاهر بك.
تغيرت الخانية بعد ثورة الإمام شامل الداغستاني . في عام 1842، عندما اقتربت قوات الإمام شامل من غازي قمخ، ذهب هارون بيك إلى جانب الإمام، وسلم له القلعة مع حامية وذخيرة. وكان الحاج يحيى شقيق هارون بك من أتباع شامل. أرسل شامل هارون بك نفسه إلى كوراخ، وأخذ ابنه عباس بك رهينة. لكن سرعان ما ألقت مفرزة روسية بقيادة العقيد زاليفكين القبض على هارون بيك وأرسلته إلى تبليسي. عُين شقيقه يوسف بك قرنسقي [الإنجليزية] خانًا. عاد هارون بك إلى الحكم في عام 1847م، لكن حكمه لم يستمر سوى عام واحد. ثم من عام 1848 وحتى نهاية وجود الخانية في عام 1864، عادت السلطة إلى يوسف بك. تميز الخان الأخير بالجشع والقسوة والازدراء لرعيته، مما أدى إلى تحول أهل الخانات ضد أنفسهم.  قامت السلطات الروسية بعد ذلك بإلغاء الخانات، وأصبحت أراضيها جزءًا من مقاطعة كيورينسكي في منطقة أوبلاست داغستان [الإنجليزية].

## السكان
كان سكان الخانات يتألفون بشكل رئيس من الليزجين والأغول . كان السكان بأكملهم يعتنقون الإسلام السني. وقد قُدِّر عدد سكان الخانات بنحو 5000 أسرة. وفقًا لبلاتون زوبوف [الإنجليزية]، كان عددهم أقل من 10000 شخص وكانوا يُعتبرون من بين أفضل المحاربين في داغستان.

## الخانات (الحكام)
1. أصلان خان (1812–1835)
2. نوتسال خان (1835-1836)
3. محمد ميرزا خان (1836–1838)
4. هارون بك (1838–1842; 1847–1848)
5. يوسف بيك قرنسقي [الإنجليزية] (1842–1847; 1848–1864)